# Gábor Antal
Gábor Antal (n. 15 octombrie 1922, Budapesta, Regatul Ungariei – d. 11 iulie 1995, Budapesta, Ungaria) a fost un scriitor, poet și ziarist maghiar.